# Manuel Santana
Pour les articles homonymes, voir Santana.
Manuel Martínez Santana, connu sous le nom de Manolo Santana, né le 10 mai 1938 à Madrid et mort le 11 décembre 2021 à Marbella, est un joueur de tennis espagnol.
Lauréat de quatre tournois du Grand Chelem en simple, il s'est imposé à Roland-Garros en 1961 et 1964, à l'US Championship en 1965 et à Wimbledon en 1966.
Il est membre de l'International Tennis Hall of Fame depuis 1985.

## Biographie
Manolo Santana est issu d'une famille modeste. Son père Braulio, électricien originaire de Valladolid, décède lorsqu'il à 16 ans.
Il devient par hasard un ramasseur de balles au Club Tenis de Velasquez à Madrid afin de gagner de l'argent pour sa famille. Ayant abandonné l'école à l'âge de dix ans, il passe le plus clair de son temps à taper des balles avec d'autres jeunes de son âge dans ce même club. Il y rencontre un riche entrepreneur de Madrid, Romero Giron, qui remarque son talent naissant et devient son mécène. Il devient champion d'Espagne junior en 1955 et 1956. En 1960, il effectue son service militaire.
Doté d'un jeu tout en contrôle à la fois précis et puissant, il a fait partie des dix meilleurs joueurs mondiaux au cours des années 1960, étant désigné comme n°1 en 1966. Ses multiples succès ont fortement permis de contribuer à l'essor du tennis en Espagne.

### Carrière
Dès l'âge de vingt ans, Manuel Santana est champion d'Espagne et sélectionné en Coupe Davis. Pour un joueur espagnol de grand talent comme lui, la terre battue est évidemment sa surface préférée. Surface qui va lui apporter de nombreux titres.
En 1961, à 23 ans il remporte le prestigieux tournoi de Roland-Garros après avoir successivement éliminé l'Australien Roy Emerson et la future étoile du tennis Rod Laver. Le 28 mai, en finale, il bat l'Italien Nicola Pietrangeli dans un match de grande intensité (4-6, 6-1, 3-6, 6-0, 6-2).
En 1962, son compatriote et néanmoins rival Andrés Gimeno passe chez les professionnels, alors que Manolo (son surnom) fait la plus grande partie de sa carrière chez les amateurs. 1964 est encore un très bon « cru » pour lui, avec une deuxième victoire à Roland-Garros,  toujours contre Nicola Pietrangeli, cette fois sur un score relativement aisé (6-3, 6-1, 4-6, 7-5).
L'année 1965 est encore meilleure puisqu'il remporte son premier US Championships à Forest Hills contre le Sud-Africain Cliff Drysdale (6-2, 7-9, 7-5, 6-1). Il est le premier joueur européen à triompher aux États-Unis depuis Henri Cochet en 1928. Il mène ensuite son pays jusqu'en finale de la Coupe Davis (perdue contre l'Australie) et devient un héros national en Espagne. Il est décoré de l'Ordre d'Isabelle la Catholique au grade de Commandeur par Franco en personne. Il gagne douze titres au total cette année-là, ce qui est sa meilleure performance. 1966 ne lui en apporte que trois mais il s'impose dans le célèbre tournoi de Wimbledon en battant en finale l'Américain Dennis Ralston (6-4, 11-9, 6-4). Pour y parvenir, il décide de faire l'impasse sur Roland-Garros et se prépare pendant cinq semaines sur gazon. Sa carrière connait en revanche un coup d'arrêt l'année suivante lorsqu'il perd dès le premier tour du tournoi contre Charlie Pasarell, faisant de lui le premier tenant du titre à s'incliner dès son entrée en lice. En 1967, il remporte deux médailles d'or en simple et en double aux Jeux méditerranéens à Tunis.
Une des plus belles victoires de sa carrière est son triomphe le 25 octobre 1970 au tournoi de Barcelone auquel participent quelques-uns des meilleurs joueurs du monde, y compris les professionnels sous contrat de la WCT, et où il bat notamment le grand Rod Laver (6-4, 6-3, 6-4). Il gagne son dernier titre le 18 octobre 1971 contre Harald Elschenbroich à Saragosse. Il prend sa retraite à l'issue de la saison mais en sort régulièrement notamment en 1973 pour y disputer sa dernière rencontre de Coupe Davis ainsi qu'en 1974 lorsqu'il participe en tant qu'entraîneur-joueur à la National Tennis League. Il dispute encore une trentaine de tournois jusqu'en 1979.
Il a remporté au total 74 tournois dont au moins 58 dans les rangs amateurs, bénéficiant ainsi de l'absence des meilleurs joueurs de l'époque, professionnels et donc interdits de Coupe Davis et de tournois du Grand Chelem avant l'ère Open (comme Ken Rosewall, Rod Laver, Pancho Gonzales ou encore son compatriote Andrés Gimeno).
Avec 120 matchs disputés au cours de 46 rencontres, il est le troisième joueur le plus prolifique de l'histoire de la Coupe Davis après Nicola Pietrangeli et Ilie Năstase. Il a gagné 69 matchs en simple et 23 en double entre 1958 et 1973.
Après sa carrière sportive, il a été à plusieurs reprises capitaine de l'équipe d'Espagne de Coupe Davis. Il a aussi occupé le poste de directeur du Masters de Madrid lors de sa création en 2002. Dans le nouveau stade dénommé Caja Mágica, construit pour remplacer les anciennes installations du Master Series de Madrid qui se jouait à l'époque en salle, le court central a été baptisé en son honneur : Central Manolo Santana. Il cède sa place à Feliciano López en 2017 et devient président d'honneur. Avant l’émergence de Rafael Nadal, Santana était considéré comme le meilleur tennisman espagnol de l'histoire. Depuis, il continue de bénéficier d'un très grand respect de la part de l'ensemble des joueurs espagnols, dont Nadal lui-même.

## Palmarès

### Titres en simple (1958-1971): 74
- (Voir Records de titres au tennis pour les joueurs les plus titrés de l'histoire)

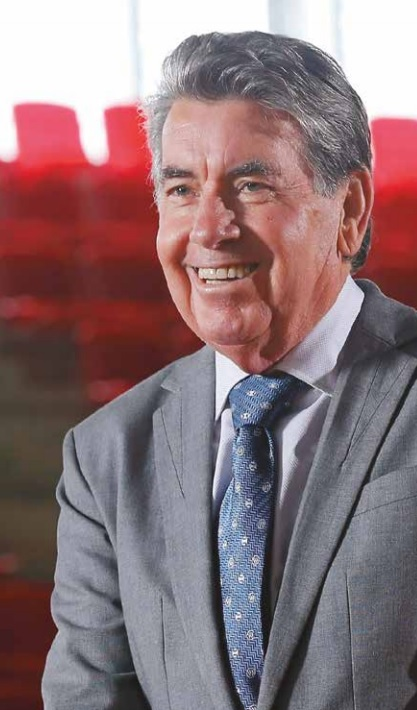
Manuel Santana en 2015.

#### Titres amateurs (1958-1968): 58
|    | Année | Date              | Nom et lieu du tournoi                               | Surface      | Finaliste             | Score                 |
| -- | ----- | ----------------- | ---------------------------------------------------- | ------------ | --------------------- | --------------------- |
| 1  | 1958  | 7-11 juillet ?    | Madrid Spanish International (Espagne)               | Terre battue | Isaías Pimentel       | 3-6 8-6 6-4           |
| 2  | 1959  | 6-14 nov.         | Buenos Aires Championships (Argentine)               | Terre battue | Luis Ayala            | 6-2 7-5 2-6 9-7       |
| 3  | 1959  | 21-27 déc.        | Barcelone Catalonia Championships (Espagne)          | ?            | Alberto Arilla        | 7-5 6-4 7-9 6-2       |
| 4  | 1960  | août              | Vigo Spanish Championships (Espagne)                 | Terre battue | José Luis Arilla      | 6-2 9-7 8-6           |
| 5  | 1960  | 1-6 septembre     | Bilbao North Spain Championships (Espagne)           | Terre battue | Emilio Martinez       | 6-3 4-6 6-3 6-1       |
| 6  | 1960  | 8-13 sep.         | Saint-Sébastien International (Espagne)              | Terre battue | Giuseppe Merlo        | 6-3 7-5 6-4           |
| 7  | 1960  | 24-30 octobre     | Casablanca Morocco International (Maroc)             | Terre battue | Giuseppe Merlo        | 6-1 6-4 6-4           |
| 8  | 1961  | 6-12 mars         | Barranquilla Colombia International (Colombie)       | Terre battue | Rod Laver             | 6-4 6-1 6-1           |
| 9  | 1961  | 16-28 mai         | Roland-Garros French Championships (France)          | Terre battue | Nicola Pietrangeli    | 4-6 6-1 3-6 6-0 6-2   |
| 10 | 1961  | 10-16 juillet     | Venise Lido Championships (Italie)                   | ?            | Fausto Gardini        | 7-5 5-7 6-4 1-6 10-8  |
| 11 | 1961  | 22-28 août        | Beyrouth Lebanon Championships (Liban)               | Terre battue | Fred Stolle           | 6-3 8-10 1-6 6-3 6-3  |
| 12 | 1961  | 3-10 sep.         | Baden-Baden International (Allemagne)                | Terre battue | Luis Ayala            | 10-8 4-6 6-4 6-3      |
| 13 | 1961  | 11-17 sep.        | Bilbao North Spain Championships (Espagne)           | Terre battue | Barry Phillips-Moore  | 6-0 9-7 3-6 6-0       |
| 14 | 1961  | 18-24 octobre     | Cascais Portugese Championships (Portugal)           | Terre battue | Billy Knight          | 6-0 6-2 6-2           |
| 15 | 1962  | 12-18 février     | Mexico Mexican Championships (Mexique)               | Terre battue | Rod Laver             | 6-3 6-4 5-7 7-5       |
| 16 | 1962  | 19-25 février     | Tampa Dixie Championships (États-Unis)               | ?            | Carlos Fernandes      | 3-6 6-1 8-6 6-2       |
| 17 | 1962  | 21-29 avril       | Madrid Puerta de Hierro International (Espagne)      | Terre battue | Roy Emerson           | 5-7 6-4 9-7 6-8 6-4   |
| 18 | 1962  | 5-10 juin         | Barcelone Conde de Godo (Espagne)                    | Terre battue | Ramanathan Krishnan   | 3-6 6-3 6-4 8-6       |
| 19 | 1962  | 17-22 juillet     | Båstad Swedish International Hard Court (Suède)      | Terre battue | Jan-Erik Lundqvist    | 4-6 5-7 6-4 7-5 6-3   |
| 20 | 1962  | septembre         | Saint-Sébastien International (Espagne)              | Terre battue | Ramanathan Krishnan   | 8-6 6-4 6-1           |
| 21 | 1963  | 18-24 février     | Tampa Dixie Championships (États-Unis)               | ?            | Fred Stolle           | 6-3 21-19             |
| 22 | 1963  | 4-10 mars         | Barranquilla Colombia International (Colombie)       | Terre battue | Boro Jovanović        | 6-1 6-4 6-3           |
| 23 | 1963  | 18-24 mars        | San Juan Caribe Hilton International (Porto Rico)    | ?            | Roy Emerson           | 7-5 1-6 6-3 6-3       |
| 24 | 1963  | 25-31 mars        | Caracas Altamira International (Venezuela)           | Terre battue | Thomaz Koch           | 9-11 7-5 6-1 6-4      |
| 25 | 1963  | 1-7 avril         | Saint Petersburg Masters Invitational (États-Unis)   | ?            | Roy Emerson           | 6-4 6-4 6-8 3-6 6-3   |
| 26 | 1963  | 8-15 avril        | Houston River Oaks (États-Unis)                      | Terre battue | Chuck McKinley        | 6-4 13-11 3-6 2-6 6-4 |
| 27 | 1963  | 5-9 octobre       | Saint-Sébastien International (Espagne)              | Terre battue | Mike Sangster         | 6-2 6-2 6-4           |
| 28 | 1963  | 11-17 nov.        | Barcelone Catalonia Championships (Espagne)          | Terre battue | José Edison Mandarino | 6-3 6-2 6-0           |
| 29 | 1964  | 29 déc-5 jan.     | Valence Valencia International (Espagne)             | ?            | José Edison Mandarino | 6-3 6-4 6-2           |
| 30 | 1964  | 20-26 avril       | Madrid Puerta de Hierro International (Espagne)      | Terre battue | Rafael Osuna          | 6-1 6-3 6-4           |
| 31 | 1964  | 20-31 mai         | Roland-Garros French Championships (France)          | Terre battue | Nicola Pietrangeli    | 6-3 6-1 4-6 7-5       |
| 32 | 1964  | 20-26 juillet     | Deauville Colonel Kurtz Cup (France)                 | Terre battue | Nicola Pietrangeli    | 2-6 6-3 2-6 6-2 6-2   |
| 33 | 1964  | 27 juil-3 août    | Baden-Baden International (Allemagne)                | Terre battue | Ron Barnes            | 6-3 6-3               |
| 34 | 1964  | 10-17 août        | Munich Bavarian Championships (Allemagne)            | Terre battue | Bob Hewitt            | 6-2 6-3 11-9          |
| 35 | 1964  | 20-27 sep.        | Berkeley Pacific Coast (États-Unis)                  | Dur ?        | Pierre Darmon         | 4-6 7-5 8-6 7-5       |
| 36 | 1965  | 26 déc-1erjan.    | Valence Valencia International (Espagne)             | ?            | Pato Alvarez          | 2-6 6-4 6-3 6-3       |
| 37 | 1965  | 6-14 février      | Bridgetown Barbados International (Barbade)          | ?            | Rafael Osuna          | 6-3 6-4               |
| 38 | 1965  | 21-28 février     | Tampa Dixie Championships (États-Unis)               | ?            | Jan-Erik Lundqvist    | 6-3 8-6 6-0           |
| 39 | 1965  | 8-14 mars         | Port-d'Espagne International (Trinité-et-Tobago)     | ?            | Ramanathan Krishnan   | 7-5 6-1 6-4           |
| 40 | 1965  | 15-21 mars        | Barranquilla Colombia International (Colombie)       | Terre battue | Ramanathan Krishnan   | 6-2 9-7 6-3           |
| 41 | 1965  | 29 mars-4 avril   | Mexico Mexican Championships (Mexique)               | Terre battue | Ramanathan Krishnan   | 6-3 6-3 4-6 9-7       |
| 42 | 1965  | 5-11 avril        | San Juan Caribe Hilton International (Porto Rico)    | ?            | Dennis Ralston        | 6-4 6-1               |
| 43 | 1965  | 19-25 avril       | Madrid Puerta de Hierro International (Espagne)      | Terre battue | Juan Manuel Couder    | 6-1 4-6 0-6 6-4 6-3   |
| 44 | 1965  | 5-11 juillet      | Båstad Swedish International Hard Court (Suède)      | Terre battue | Roy Emerson           | 6-1 6-1 6-4           |
| 45 | 1965  | 1-12 sep.         | US Championships (Forest Hills) (États-Unis)         | Gazon        | Cliff Drysdale        | 6-2 7-9 7-5 6-1       |
| 46 | 1965  | 20-27 sep.        | Estoril Portugese Championships (Portugal)           | Terre battue | José Luis Arilla      | 4-6 6-3 6-2 6-2       |
| 47 | 1965  | octobre           | Barcelone Spanish Championships (Espagne)            | Terre battue | ?                     | ?                     |
| 48 | 1966  | 9-17 avril        | Monte-Carlo Monaco Championships (Monaco)            | Terre battue | Nicola Pietrangeli    | 8-6 4-6 6-4 6-1       |
| 49 | 1966  | 20 juin-2 juillet | Wimbledon (Angleterre)                               | Gazon        | Dennis Ralston        | 6-4 11-9 6-4          |
| 50 | 1966  | 15-21 août        | Québec Canadian Round Robin (Canada)                 | ?            | Cliff Drysdale        | 6-3 3-6 6-1           |
| 51 | 1967  | 13-25 mars        | Johannesburg S.A. Championships (Afrique du Sud)     | Dur          | Jan Leschly           | 2-6 6-2 4-6 6-3 6-4   |
| 52 | 1967  | 14-18 juin        | Chantilly Club du Lys Tournoi International (France) | Gazon        | Roy Emerson           | 5-7 9-7 6-3 6-3       |
| 53 | 1967  | 8-13 août         | Montréal Canadian Championships (Canada)             | ?            | Roy Emerson           | 6-1 10-8 6-4          |
| 54 | 1967  | 11-15 sep.        | Tunis Mediterranean Games (Tunisie)                  | Terre battue | Juan Gisbert          | 6-4 6-3 1-6 6-3       |
| 55 | 1967  | 18-24 sep.        | Fort Worth Colonnial Tennis Classic (États-Unis)     | ?            | ?                     | ?                     |
| 56 | 1968  | 5-11 février      | Philadelphie U.S. Indoor (États-Unis)                | Moquette     | Jan Leschly           | 8-6 6-3               |
| 57 | 1968  | 8-14 avril        | Tampa Dixie Championships (États-Unis)               | Terre battue | István Gulyás         | 6-4 7-5 6-4           |
| 58 | 1968  | 15-21 avril       | Madrid Puerta de Hierro International (Espagne)      | Terre battue | Herb Fitzgibbon       | 6-3 4-6 4-6 6-3 6-4   |

#### Titres pendant l'Ère Open (1968-1971): 16
|    | Année | Date                  | Nom et lieu du tournoi                       | Surface      | Finaliste            | Score               |
| -- | ----- | --------------------- | -------------------------------------------- | ------------ | -------------------- | ------------------- |
| 1  | 1968  | 27 mai-2 juin         | Berlin West Berlin Championships (Allemagne) | Terre battue | Tom Okker            | 6-8 6-4 6-1 6-2     |
| 2  | 1968  | 3-8 juin              | Helsinki Scandinavian Open (Finlande)        | ?            | Toomas Leius         | 6-1 6-1 6-4         |
| 3  | 1968  | 14-20 octobre         | Guadalajara Jeux olympiques (Mexique)        | Terre battue | Manuel Orantes       | 2-6 6-3 3-6 6-3 6-4 |
| 4  | 1968  | 4-10 novembre         | Barcelone Spanish Championships (Espagne)    | Terre battue | Manuel Orantes       | 6-4 3-6 6-2 6-2     |
| 5  | 1969  | 30 décembre-5 janvier | Valence Valencia International (Espagne)     | ?            | Robert Maud          | 6-2 2-6 6-4         |
| 6  | 1969  | 7-13 avril            | Madrid Puerta de Hierro Open (Espagne)       | Terre battue | Arthur Ashe          | 9-11 6-4 8-6 6-1    |
| 7  | 1969  | 7-13 juillet          | Båstad Swedish Championships (Suède)         | Terre battue | Ion Țiriac           | 8-6 6-4 6-1         |
| 8  | 1969  | 28 juillet-3 août     | Lisbonne Portugese Championships (Portugal)  | Terre battue | François Jauffret    | 6-1 6-0 6-2         |
| 9  | 1969  | 11-17 août            | Kitzbühel Austrian Open (Autriche)           | Terre battue | Manuel Orantes       | 6-4 6-2 6-3         |
| 10 | 1969  | 13-19 octobre         | Madrid Madrid Open (Espagne)                 | Terre battue | Juan Gisbert         | 6-1 6-3 8-6         |
| 11 | 1970  | 30 déc-4 jan.         | Valence Valencia International (Espagne)     | ?            | Manuel Orantes       | 7-5 1-6 4-6 6-3 6-3 |
| 12 | 1970  | 9-15 mars             | Le Caire Egyptian Open (Égypte)              | Terre battue | Alex Metreveli       | 7-5 6-2 6-4         |
| 13 | 1970  | 27 avril-3 mai        | Madrid Puerta de Hierro Open (Espagne)       | Terre battue | Lew Hoad             | 6-3 8-10 6-3 6-0    |
| 14 | 1970  | 28 sep-4 oct.         | Séville Andalusia Championships (Espagne)    | Terre battue | Gene Scott           | 6-1 2-6 8-6 6-4     |
| 15 | 1970  | 19-25 octobre         | Barcelone Spanish Open (Espagne)             | Terre battue | Rod Laver            | 6-4 6-3 6-4         |
| 16 | 1971  | 12-18 octobre         | Saragosse Aragon Championships (Espagne)     | Terre battue | Harald Elschenbroich | 6-4 6-4 8-6         |

### Finales en simple
|   | Année | Date            | Nom et lieu du tournoi          | Surface      | Vainqueur        | Score                        |
| - | ----- | --------------- | ------------------------------- | ------------ | ---------------- | ---------------------------- |
| 1 | 1969  | 12-18 mai       | Conde de Godo, Barcelone        | Terre battue | Manuel Orantes   | 6-4, 7-5, 6-4                |
| 2 | 1971  | 29 mars-4 avril | Natal Championship, Durban      | Dur          | Bob Hewitt       | 7-6, 6-1, 6-1                |
| 3 | 1971  | 24-31 mai       | Championships of Berlin, Berlin | Terre battue | Christian Kuhnke | 6-2, 7-9, 0-6, 7-5, 4-4, ab. |

### Titre en double
|   | Année | Date      | Nom et lieu du tournoi | Surface      | Partenaire  | Finalistes              | Score         |
| 1 | 1963  | 13-26 mai | Roland-Garros          | Terre battue | Roy Emerson | Gordon Forbes Abe Segal | 6-2, 6-4, 6-4 |

## Parcours dans les tournois duGrand Chelem

### En simple
| Année | Open d'Australie | Open d'Australie | Internationaux de France | Internationaux de France | Wimbledon       | Wimbledon      | US Open         | US Open         |
| ----- | ---------------- | ---------------- | ------------------------ | ------------------------ | --------------- | -------------- | --------------- | --------------- |
| 1958  | —                | —                | —                        | —                        | 1er tour (1/64) | Pato Álvarez   | —               | —               |
| 1959  | —                | —                | —                        | —                        | 3e tour (1/16)  | Orlando Sirola | 2e tour (1/32)  | Whitney Reed    |
| 1960  | —                | —                | 1/4 de finale            | Luis Ayala               | 3e tour (1/16)  | Rod Laver      | —               | —               |
| 1961  | —                | —                | Victoire                 | N. Pietrangeli           | 2e tour (1/32)  | Abe Segal      | —               | —               |
| 1962  | —                | —                | 1/2 finale               | Roy Emerson              | 1/4 de finale   | Rod Laver      | —               | —               |
| 1963  | —                | —                | 1/2 finale               | Pierre Darmon            | 1/2 finale      | Fred Stolle    | —               | —               |
| 1964  | —                | —                | Victoire                 | N. Pietrangeli           | 1/8 de finale   | C. Kuhnke      | 2e tour (1/32)  | Roger Taylor    |
| 1965  | —                | —                | —                        | —                        | —               | —              | Victoire        | Cliff Drysdale  |
| 1966  | —                | —                | —                        | —                        | Victoire        | Dennis Ralston | 1/2 finale      | J. Newcombe     |
| 1967  | —                | —                | —                        | —                        | 1er tour (1/64) | C. Pasarell    | —               | —               |
| 1968  | —                | —                | —                        | —                        | 3e tour (1/16)  | C. Graebner    | —               | —               |
| 1969  | —                | —                | 1/8 de finale            | Andrés Gimeno            | —               | —              | 1/8 de finale   | Arthur Ashe     |
| 1970  | —                | —                | 1/8 de finale            | Georges Goven            | —               | —              | 1/8 de finale   | Cliff Richey    |
| 1977  | —                | —                | —                        | —                        | —               | —              | 1er tour (1/64) | Guillermo Vilas |

N.B. : à droite du résultat se trouve le nom de l'ultime adversaire.

### En double
Parcours à partir de 1968.
| Année | Open d'Australie | Open d'Australie | Internationaux de France | Internationaux de France | Wimbledon                 | Wimbledon               | US Open                  | US Open                |
| ----- | ---------------- | ---------------- | ------------------------ | ------------------------ | ------------------------- | ----------------------- | ------------------------ | ---------------------- |
| 1968  | —                | —                | —                        | —                        | 1/4 de finale K. Fletcher | K. Rosewall Fred Stolle | —                        | —                      |
| 1969  | —                | —                | 1/8 de finale A. Gimeno  | Arthur Ashe C. Pasarell  | —                         | —                       | 2e tour (1/16) A. Gimeno | J. Newcombe Tony Roche |
| 1970  | —                | —                | —                        | —                        | —                         | —                       | 1er tour (1/32) R. Howe  | Thomaz Koch R. Marcher |
| 1976  | —                | —                | —                        | —                        | —                         | —                       | 1er tour (1/32) G. Scott | C. Hagey Nick Saviano  |
| 1977  | —                | —                | —                        | —                        | —                         | —                       | 1er tour (1/32) V. Pecci | Stan Smith Bob Lutz    |

N.B. : le nom du ou de la partenaire se trouve sous le résultat ; le nom des ultimes adversaires se trouve à droite.